# Nea Krini
Nea Krini (Grieks: Νέα Κρήνη) (Nieuwe fontein) is een toekomstig metrostation in Kalamaria, een voorstad van de Griekse stad Thessaloniki. 

## Geschiedenis
Vanaf 1918 zijn er verschillende voorstellen gedaan voor een metro in Thessaloniki. In 1986 werd begonnen met de aanleg van twee lijnen binnen de stadsgrenzen maar in 1989 werd dit gestaakt om financiële redenen. In 2003 werd een nieuw begin gemaakt met de metro en kwam er een kaderplan met drie lijnen, waarvan een naar het vliegveld door de gemeente Kalamaria. Het contract voor het ondergrondse tracé, waaronder station Nea Krini, door Kalamaria werd in juli 2013 getekend. De bouw van de startschacht  voor de tunnelbouwmachines bij Mikra in april 2014 markeerde het begin van de werkzaamheden in Kalamaria. In juni 2014 werden de damwanden geslagen voor Nea Krini en een maand later startten de graafwerkzaamheden. De opening van het station stond aanvankelijk gepland voor 2021, maar dat is uitgesteld tot 2025. 

## Ligging en inrichting
Het station ligt onder de Pontoustraat tussen Vryoulonstraat en de Kanaristraat en heeft toegangen aan weerszijden van de straat. De toegang aan de noordkant heeft twee roltrappen, een vaste trap en een lift tussen de straat en de ondergrondse stationshal. Aan de zuidwest kant zijn twee toegangen met een vaste trap en een lift tussen straat en stationshal. Het perron ligt ongeveer negen meter onder de middenberm van de straat. Achter de OV-poortjes verbinden  een roltrapgroep, twee vaste trappen en een lift de stationshal met het perron. Het perron is in verband met de inzet van automatische metro's voorzien van perrondeuren.